# Air Academy
Air Academy ou Air Academy - les pilotes de l'extrême en France (Flight Squad) est une série télévisée d'animation canadienne-française en 26 épisodes de 23 minutes produite par Cinar et Antefilm Productions et diffusée à partir du 3 novembre 1999 sur M6 et à partir du 5 avril 2000 sur Télétoon.